# Philippe Louis
Philippe Louis est un peintre et un architecte français, né le 21 avril 1910 à Angers et mort le 1er juin 1988 à Saint-Nazaire. Il est l’auteur des plans de plusieurs villas balnéaires de La Baule et du premier immeuble sur le front de mer de cette localité.

## Biographie
Philippe Louis naît le 21 avril 1910 à Angers .
Sa famille s’établit à La Baule-Escoublac an 1928. Diplômé de l’École nationale supérieure des beaux-arts, il conçoit le cinéma Palace à La Baule vers 1935,.

## Œuvre architecturale

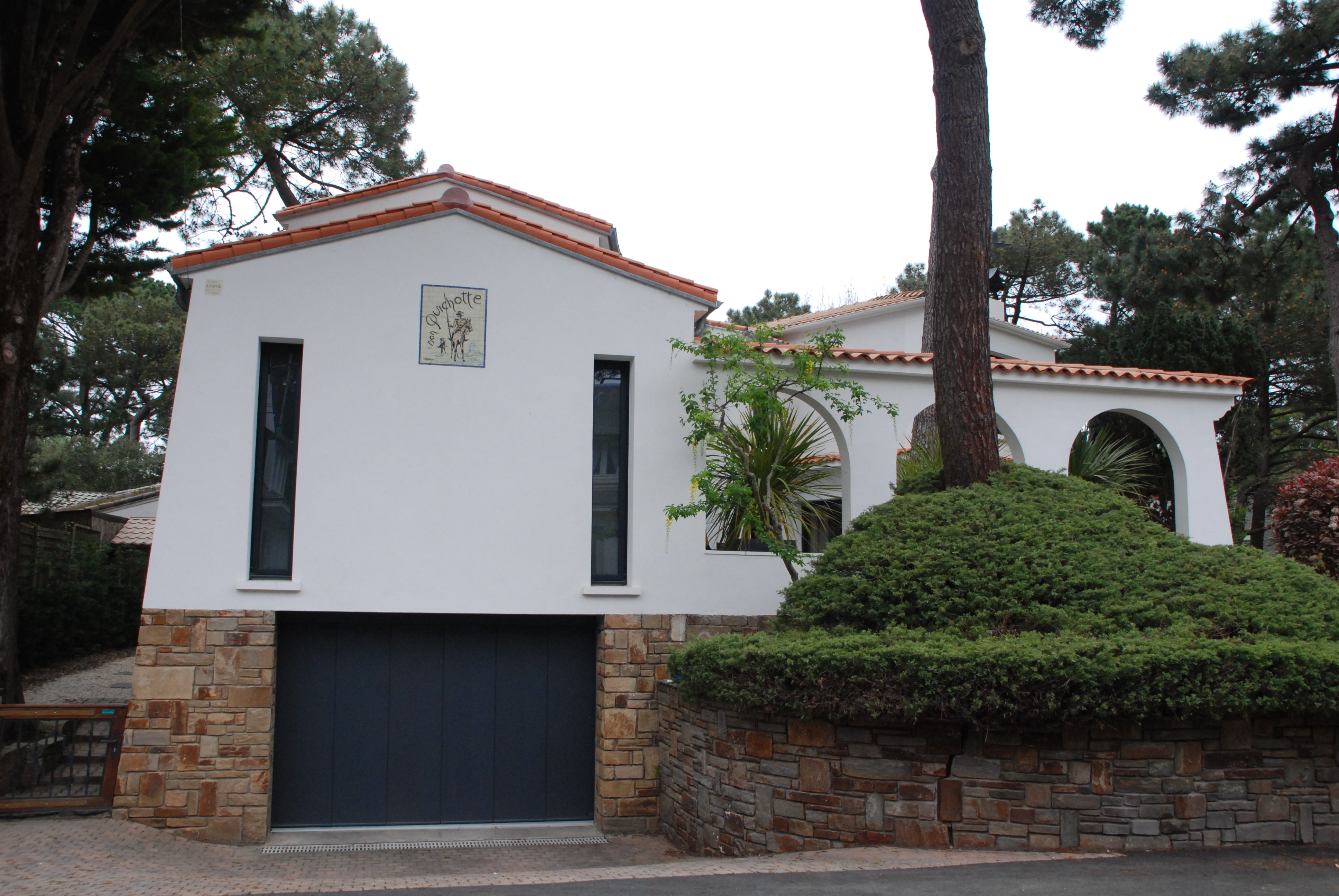
Villa Don Quichotte. La signature de l’architecte est visible en haut à gauche de la façade.

Dans les années 1950, Philippe Louis conçoit la maison de villégiature balnéaire dite Mor Braz à Piriac-sur-Mer.
Il est connu pour avoir dessiné en 1951 les plans du premier immeuble du remblai de La Baule, le Floride, sur les bases de l'ancienne Brasserie royale, et il est à l’origine de la mode « paquebot », immeubles aux balcons incurvés aux barres de fer horizontales. 
Il réalise les plans de nombreuses villas balnéaires bauloises, :
- Almuradiel (vers 1960[11]) ;
- Ave Maria (1960[12]) ;
- Bois sur Âme (vers 1960[13]) ;
- La Bessonière (1960[14]) ;
- Le Bougainvilliers[15] ;
- El Borecq (vers 1960[16]) ;
- La Bulardière (vers 1960[17]) ;
- Canta La Mar (1960[18]) ;
- Le Canter (vers 1960[19]) ;
- Carra-o-Cruz (vers 1960[20]) ;
- La Casarima[21] ;
- La Case (vers 1960[22]) ;
- La Casilla (vers 1960[23]) ;
- Castel Bihannic (reprise vers 1960 d'une maison construite vers 1900[24]) ;
- La Clairière (vers 1960[25]) ;
- La Coccinelle[26] ;
- Coffia Mes Amours (1960[27]) ;
- Le Colombier (vers 1960[28]) ;
- La Désirade (vers 1960[29]) ;
- Dolce Vita (1960[30],[31]) ;
- Don Quichotte (vers 1960[30],[32]) ;
- Les Épinoises (vers 1960[33]) ;
- L'Équipage (1940[34]) ;
- L’Ermitage[35] ;
- Les Flots Bleus (vers 1945[36]) ;
- Foxy, dessinée en 1960[37] ;
- La Gaviota (vers 1960[38]) ;
- La Gornière (vers 1960[39]) ;
- Le Griffon (vers 1960[40])
- Heures Claires (1960[41]) ;
- La Hutte et Mussette (1960[42]) ;
- Kergoat (vers 1960[43]) ;
- Les Léards (1960[44]) ;
- Lidulys (vers 1960[30],[45]) ;
- Liliput (1937[46]) ;
- Les Lionceaux (vers 1960[47]) ;
- Locminou (vers 1960[48]) ;
- Lou Jack (vers 1960[49]) ;
- La Luciole (vers 1960[50]) ;
- La Maison de Mamina (vers 1960[51]) ;
- Moncymere (1960[52]) ;
- Mini (vers 1960[53]) ;
- Mortureux (1960[54]) ;
- Le Moustoir (1960[55]) ;
- Noguette (1960[56]) ;
- L'Océanic (vers 1960[57]) ;
- Pamplemousse[58] ;
- Paprika (1960[59]) ;
- Parsifal (1960[60]) ;
- La Petite Maison[61] ;
- Les Quatre Vents (vers 1960[62]) ;
- Les Rossignols (vers 1960[63]) ;
- Serenissima (en 1973[64]) ;
- Tatiana (1950[30],[65]) ;
- Tertulia (1960[66]) ;
- Tocade (1960[67]) ;
- La Tourtoule[68] ;
- Ty Ma Zad (1960[69]) ;
- Vent du Large (vers 1960[70]).

On lui doit également les immeubles-paquebot Constellation, Le Commodore, Le Neptune et Le Grand Pavois. Il repense également en 1969 les plans du manège des Platanes, toujours à La Baule et ceux de la villa L'Hermitage dessinée en 1931 par Georges Meunier.
Il est également l'auteur de tableaux tel La Chanteuse.